# Измайловский мост (трамвайный)
Изма́йловский трамва́йный мост — несохранившийся металлический трамвайный мост через реку Фонтанку, располагавшийся в створе Никольского переулка в Санкт-Петербурге. 
Первый мост был построен в 1876 году для линии конки, в 1908 году он был перестроен для прокладки трамвайной линии. К 1958 году мост был разобран. До настоящего времени сохранились береговые устои моста, которые входят в ансамбль объекта культурного наследия России федерального значения «Набережные и мосты реки Фонтанки».

## Название
Точно не известно, имел ли мост официальное название, однако название Измайловский известно с 1908 года и связано с тем, что это был дублёр Измайловского моста для трамвайного движения. Существовало также и другое название — Никольский (Никольский трамвайный мост), связанное, судя по всему, с нахождением моста в створе Никольского переулка. 

## История
В 1876 году на этом месте был построен многопролётный металлический мост на чугунных винтовых сваях, пролётное строение состояло из железных ферм. Мост был предназначен для движения конки, пешеходное движение было запрещено. Длина моста составляла 68,4 м, ширина — 3,65 м.
В 1908 году, в связи с намеченным открытием трамвайного движения, по проекту инженера Григория Кривошеина сооружён новый металлический мост. Уже после установки фермы для архитектурного оформления моста был приглашён академик архитектуры Мариан Перетяткович. Гранитные тумбы набережной, снятые при строительстве моста, были установлены на Лиговских бетонных трубах, по которым воды Лиговского канала проходили под площадью Московских Ворот.
В 1932 году было произведено усиление нижних подвесок моста. Мост использовался в трамвайном движении вплоть до начала Великой Отечественной войны. Вскоре после начала войны трамвайные маршруты, использовавшие Измайловский (Никольский) мост, были закрыты, и он фактически перестал использоваться. В 1951 году комиссия Ленмостотреста признала состояние моста неудовлетворительным. В 1955 году было решено перенести трамвайные маршруты на новый Египетский мост. В начале июля 1957 года исполком Ленгорсовета принял решение о демонтаже. К 1958 году мост был разобран. До настоящего времени сохранились береговые устои моста, которые входят в ансамбль объекта культурного наследия России федерального значения «Набережные и мосты реки Фонтанки»:34.

## Описание
Мост был однопролётный металлический ферменный. Пролётное строение моста состояло из двух сквозных ферм системы двухшарнирной арки с затяжкой в уровне пят, расставленных друг от друга на расстоянии 6,9 м. Расчётный пролёт фермы l, равный 46,8 м, был разделён на 12 панелей по 3,9 м каждая. Проезжая часть моста, подвешенная к фермам, состояла из продольных и поперечных клёпаных балок. Тротуары были вынесены на консоли. По внешнему виду мост был схож с Большеохтинским или Финляндским мостами. Порталы моста были украшены пальметками и греческим орнаментом. Перильное ограждение было металлическое, однотипное с решёткой набережной Фонтанки. Трамвайное движение по мосту было открыто 2 (15) сентября 1909 года. 
По оценкам современников, это был самый неудачный из всех мостов малых пролётов в городе. Историк искусства Владимир Курбатов в журнале Зодчий писал: «Но сколько скульптуры и вензелей ни накручивали на новый безобразный трамвайный мост через Фонтанку (у Измайловского проспекта), этот мост все‑таки останется одною из самых безобразных деталей столицы».

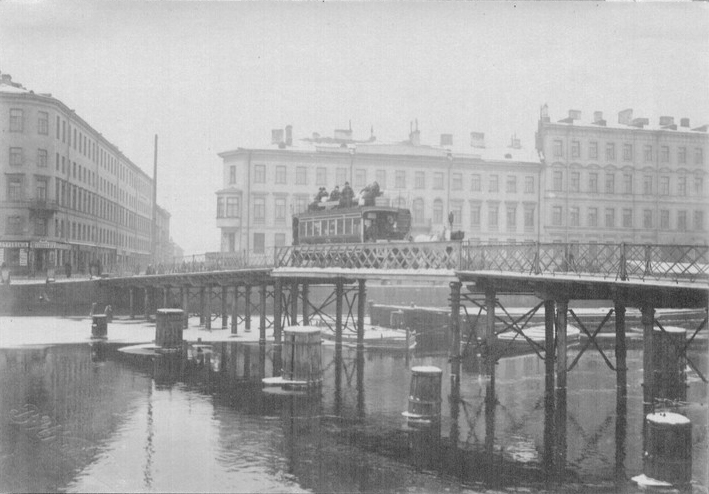
Коночный мост, фото до 1907 года
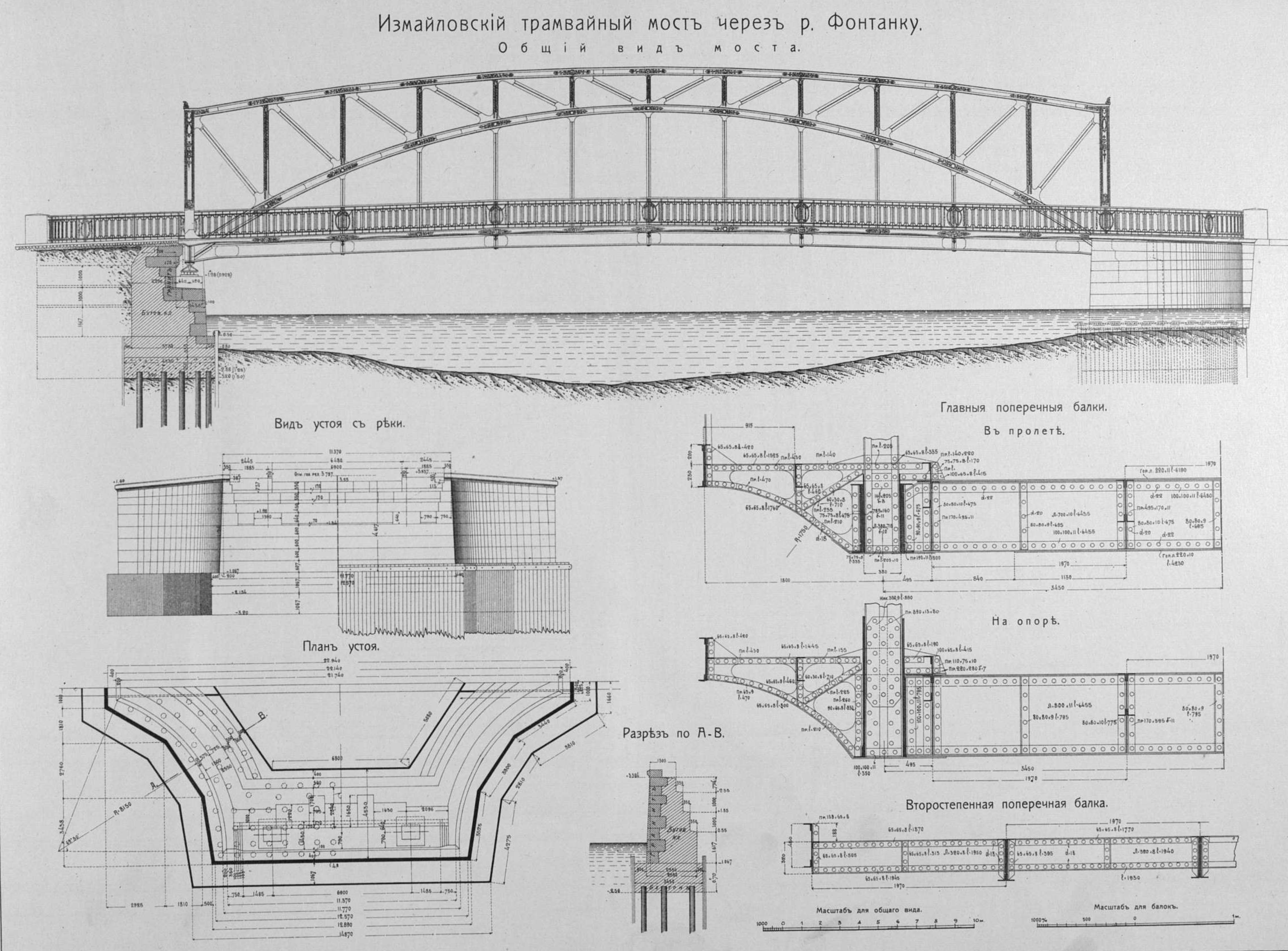
Проект перестройки моста. Общий вид моста, детали устоя и детали поперечных балок
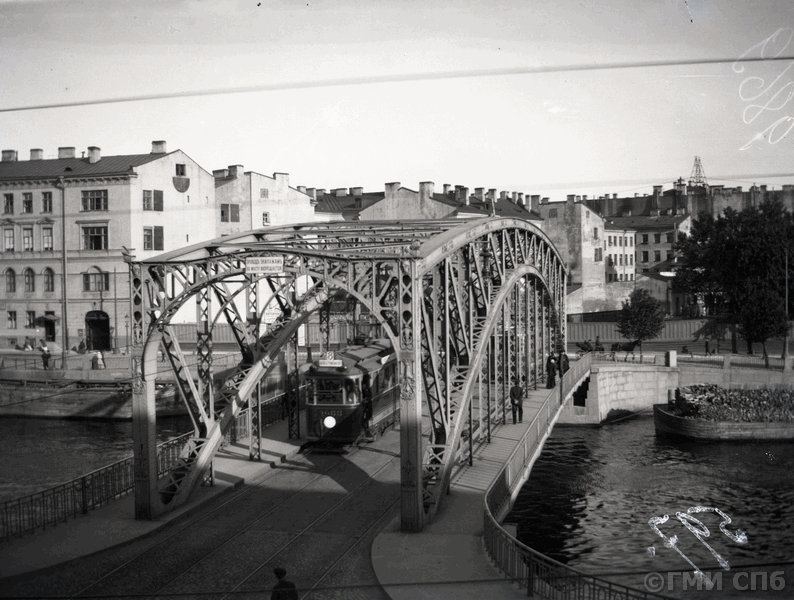
Общий вид моста, фото после 1908 года
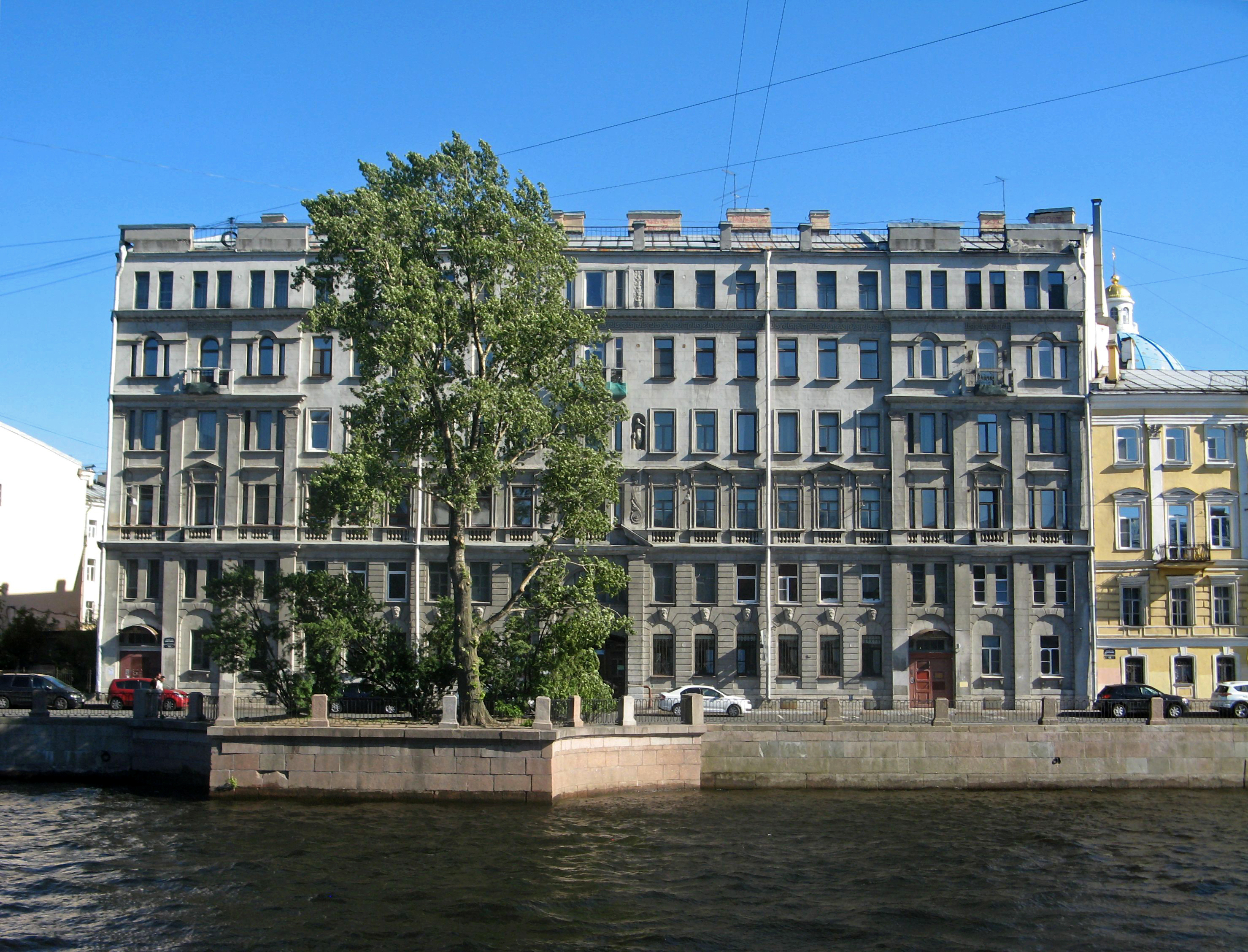
Левобережный устой моста у дома 126 по набережной Фонтанки, фото 2019 года